# Greg Anthony
Pour les articles homonymes, voir Anthony.
Greg Anthony, né le 15 novembre 1967 à Las Vegas dans le Nevada, est un joueur américain de basket-ball évoluant au poste de meneur.
Après sa carrière de joueur, il devient consultant pour l'émission NBA coverage on ESPN sur ESPN, puis commentateur du basket-ball universitaire pour CBS Sports. Son fils Cole évolue en NBA depuis 2020, au Magic d'Orlando.

## Biographie
Il évolue à l'université chez les Rebels d'UNLV aux côtés de star comme Larry Johnson et Stacey Augmon avec qui il remporte le championnat NCAA de basket-ball en 1990.
Drafté par les Knicks de New York en 1991, ses qualités de défenseur conviennent au style de jeu de l'entraîneur Pat Riley.
Très engagé en politique, Anthony fait campagne pour le candidat républicain Mitt Romney lors de la campagne présidentielle de 2012.

## Palmarès

### Universitaire
- Champion NCAA en 1990 avec les Rebels d'UNLV.

## Records sur une rencontre en NBA
Les records personnels de Greg Anthony en NBA sont les suivants :
| Type de statistique        | Saison régulière | Saison régulière        | Saison régulière | Playoffs | Playoffs             | Playoffs    |
| Type de statistique        | Record           | Adversaire              | Date             | Record   | Adversaire           | Date        |
| -------------------------- | ---------------- | ----------------------- | ---------------- | -------- | -------------------- | ----------- |
| Points                     | 32               | 76ers de Philadelphie   | 5 janvier 1996   | 16       | Pacers de l'Indiana  | 24 mai 1994 |
| Paniers marqués            | 11               | Pistons de Détroit      | 7 décembre 1995  | 5        | 3 fois               | 3 fois      |
| Paniers tentés             | 20               | Nuggets de Denver       | 10 janvier 1996  | 13       | @ Bulls de Chicago   | 15 mai 1994 |
| Paniers à 3 points réussis | 6                | 2 fois                  | 2 fois           | 3        | 3 fois               | 3 fois      |
| Paniers à 3 points tentés  | 11               | @ 76ers de Philadelphie | 30 novembre 1996 | 7        | 2 fois               | 2 fois      |
| Lancers francs réussis     | 14               | 2 fois                  | 2 fois           | 5        | Jazz de l'Utah       | 22 mai 1999 |
| Lancers francs tentés      | 16               | 76ers de Philadelphie   | 5 janvier 1996   | 7        | 2 fois               | 2 fois      |
| Rebonds offensifs          | 3                | 9 fois                  | 9 fois           | 2        | 3 fois               | 3 fois      |
| Rebonds défensifs          | 9                | Heat de Miami           | 4 février 1992   | 5        | 2 fois               | 2 fois      |
| Rebonds totaux             | 10               | Heat de Miami           | 4 février 1992   | 6        | Hornets de Charlotte | 9 mai 1993  |
| Passes décisives           | 15               | 2 fois                  | 2 fois           | 8        | 2 fois               | 2 fois      |
| Interceptions              | 7                | 2 fois                  | 2 fois           | 4        | 3 fois               | 3 fois      |
| Contres                    | 2                | 4 fois                  | 4 fois           | 1        | 18 fois              | 18 fois     |
| Balles perdues             | 7                | Celtics de Boston       | 14 février 1997  | 4        | 6 fois               | 6 fois      |
| Minutes jouées             | 48               | 2 fois                  | 2 fois           | 42       | @ Bulls de Chicago   | 15 mai 1994 |